# Mudlib
Mudlib (z anglického MUD Library) je programová knihovna určená k  budování MUDů. V typickém případě se jedná o knihovnu interpretovaných zdrojových kódů, nejčastěji v LPC. Interpretem kódu je herní ovladač (nejpopulárnější jsou MudOS, LDMud, LPMud a DGD); ten pracuje jako virtuální stroj, na němž běží mudlib jako operační systém.
Některé MUDy dávají své mudliby veřejně k dispozici, čímž umožňují jejich použití pro budování dalších MUDů. Nejznámější veřejně dostupné mudliby jsou anglickojazyčné
Dead Souls, Nightmare, TMI a
LPUniversity a německojazyčné UNItopia a MorgenGrauen.